# 2016 في أذربيجان
فيما يلي قوائم الأحداث التي وقعت خلال عام 2016 في أذربيجان.

## أحداث
- 2 أبريل – الاشتباكات الأذربيجانية الأرمنية 2016

## رياضة
- 14 سبتمبر – أولمبياد الشطرنج 2016

## وفيات

### مارس
- 4 مارس – يوري كوزنيتسوف (مواليد 1931)